# Návrší (přírodní památka)
Návrší je přírodní památka poblíž města Šlapanice v okrese Brno-venkov, na východním okraji části Bedřichovice. Nově byla památka vyhlášena Nařízením Jihomoravského kraje s účinností od 1. března 2019. Důvodem ochrany jsou přirozená teplomilná stepní společenstva s roztroušenými dřevinami a s výskytem řady významných druhů rostlin a živočichů. 